# Snor (drank)
Snor was een Nederlandse frisdrank voor kinderen, die was bedoeld als stoer alternatief voor consumenten tussen de zes en twaalf jaar die sinas kinderachtig vonden.
Snor werd in 1979 door frisdrankenfabrikant Vrumona geïntroduceerd. De drank werd gekenmerkt door de schuimkraag die ontstond als het in een glas werd geschonken. De naam was ontleend aan de schuimsnor die vervolgens op de bovenlip bleef hangen als het glas aan de mond werd gezet. De drinker leek dan even net zo 'stoer' als bierdrinkende volwassenen. Op het etiket kwam de merknaam terug in schuim onder twee vrolijke ogen en een olijke wipneus. De slagzin was "Fris met schuim erop, dat smaakt Snor!". In tv-reclame voor het drankje verscheen Martin Brozius, presentator van het toen zeer populaire kinderprogramma Ren je Rot, en zelf snordrager.
Een succes was Snor niet. Wegens tegenvallende verkoopresultaten besloot Vrumona al in 1980 de productie te staken.